# 戈马
戈马，又譯果瑪，位于剛果民主共和國东部，为北基伍省首府，2021年人口總數為670,000。地处基伍湖北岸，尼拉贡戈火山南麓，与卢旺达城市吉塞尼相邻。

## 外部連結
1°40′46″S 29°14′01″E / 1.6794°S 29.2336°E